# Un enfant pour un autre
Un enfant pour un autre  — The Tree of Hands dans l'édition originale britannique — est un roman policier publié par Ruth Rendell en 1984. Le roman remporte la même année le Silver Dagger Award.

## Résumé
Lorsque Benet Archdale avait quatorze ans, sa mère, Mopsa, s'est jetée sur elle armée d'un couteau. Des années plus tard, Benet est devenue la romancière à succès d'un récent best-seller et une jeune femme indépendante. Elle a un fils de deux ans nommé James que, par choix, elle élève seule. Ses parents étant partis vivre en Espagne, elle n'a plus aucun contact avec sa mère depuis des années.
Mais, un jour, Benet voit resurgir sa mère Mopsa, qui, toujours sous traitement pour ses problèmes psychiques, est venue à Londres pour subir des examens psychiatriques. Elle fait peur à sa fille qui ne sait jamais de quoi elle peut être capable. Sur ces entrefaites, James tombe gravement malade et meurt. Benet est au désespoir et passe le plus clair de son temps prostrée par la vive douleur de ce deuil. Sa mère tente de s'occuper d'elle. 
Nous suivons aussi plusieurs autres intrigues, qui ne semblent avoir aucun lien avec l'intrigue principale, mais qui vont bientôt se trouver mêlées à elle. Entre autres, celle concernant Carol, une jeune femme d'un quartier populaire, qui vit avec un Barry, un homme nettement plus jeune qu'elle, ce qui ne l'empêche pas de coucher aussi avec d'autres partenaires. Carol a trois enfants, les deux aînés étant placés en foyer, et le troisième, Jason, qui a sensiblement le même âge que James, le fils décédé de Benet, et qui vit toujours avec elle, mais dont elle s'occupe à peine, sauf pour le martyriser. 
Mopsa enlève, un peu par hasard, le petit Jason et décide de l'offrir à sa fille pour remplacer le petit James décédé. Benet, d'abord horrifiée par l'inconscience irresponsable de sa mère, s'aperçoit, en lui donnant son bain, que  Jason a été maltraité. Décidée néanmoins, après le départ de sa mère, à le restituer à sa famille, elle se rend compte qu'elle s'est tellement attachée à lui qu'elle ne pourra jamais s'en séparer, surtout que l'enfant, qui n'a jamais été ni choyé ni cajolé, s'est, lui aussi, beaucoup attaché à Benet. Elle se rend compte aussi que sa mère, qui, après la mort de James, répondait tout le temps au téléphone, n'avait jamais annoncé, à aucun des amis de Benet, le décès de James. Benet sait qu'elle peut donc aisément faire passer Jason pour James, profitant d'un défaut de l'administration anglaise, encore en vigueur à l'époque où se déroule le roman. À cette époque donc, il n'y avait aucune interaction, dans les services de l'État-Civil, entre les déclarations de naissance et les déclarations de décès. Benet peut donc, sans problème, obtenir des papiers d'identité au nom de son fils James, tout en y apposant la photo de Jason.
Malheureusement pour elle, Edward, son ex-compagnon, le père de James, évente la supercherie, et fait chanter Benet, voulant la forcer à l'épouser contre son silence. 

## Particularités du roman
Le titre original Tree of Hands (L'Arbre de Mains) renvoie à une œuvre d'art affichée sur le mur dans la salle où James a été admis lorsqu'il tombe malade, et que Benet reproduira dans la salle de jeux de Jason.

## Honneurs
Un enfant pour un autre remporte le Silver Dagger Award en 1984.
Un enfant pour un autre est également nommé en 1986 pour le Prix Edgar-Allan-Poe de l'association des Mystery Writers of America.

## Éditions
Édition originale en anglais
- (en) Ruth Rendell, The Tree of Hands, Londres, Hutchinson, 1984 (OCLC 59083643) - édition britannique

Éditions françaises
- (fr) Ruth Rendell (auteur) et Philippe Noble (traducteur) (trad. de l'anglais), Un enfant pour un autre [« The Tree of Hands »], Paris, Calmann-Lévy, 1986, 272 p. (ISBN 2-7021-1452-0, BNF 34874561)
- (fr) Ruth Rendell (auteur) et Philippe Noble (traducteur), Un enfant pour un autre [« The Tree of Hands »], Paris, Presses Pocket, coll. « Presses Pocket no 2782 », 1987, 315 p. (ISBN 2-266-01971-6, BNF 34964267)
- (fr) Ruth Rendell (auteur) et Philippe Noble (traducteur) (trad. de l'anglais), Un enfant pour un autre [« The Tree of Hands »], Paris, Librairie générale française, coll. « Le Livre de poche no 7347 », 1991, 345 p. (ISBN 2-253-05838-6, BNF 35486726)
- (fr) Ruth Rendell (auteur) et Philippe Noble (traducteur), Un enfant pour un autre [« The Tree of Hands »], Paris, Robert Laffont, dans le volume omnibus Œuvres, coll. « Bouquins », 1992, 1148 p. (ISBN 2-221-07257-X, BNF 35504616)
- (fr) Ruth Rendell (auteur) et Philippe Noble (traducteur) (trad. de l'anglais), Betty Fisher et autres histoires (Un enfant pour un autre) [« The Tree of Hands »], Paris, Calmann-Lévy, 2001, 272 p. (ISBN 2-7021-3250-2, BNF 37657979)

## Adaptations cinématographiques
- 1989 : Tree of Hands, film britannique réalisé par Giles Foster, avec Helen Shaver, Lauren Bacall, Malcolm Stoddard et Peter Firth
- 2001 : Betty Fisher et autres histoires, film franco-canadien réalisé par Claude Miller, avec Sandrine Kiberlain, Nicole Garcia et Mathilde Seigner